# Macoma inquinata
Macoma inquinata är en musselart som först beskrevs av Gérard Paul Deshayes 1855.  Macoma inquinata ingår i släktet Macoma och familjen Tellinidae. Inga underarter finns listade i Catalogue of Life.